# Resolution 1772 des UN-Sicherheitsrates
Die Resolution 1772 des UN-Sicherheitsrates vom 20. August 2007 befasst sich mit der Lage in Somalia.
Sie bekräftigt die Unterstützung des Sicherheitsrates für die Übergangsregierung Somalias und bringt die Unterstützung für die von dieser organisierte Nationale Versöhnungskonferenz in Somalia 2007 zum Ausdruck. Alle Konfliktparteien im somalischen Bürgerkrieg werden aufgerufen, an der Konferenz in Mogadischu teilzunehmen. Es wird die Notwendigkeit betont, alle relevanten Akteure in Somalia einschließlich der Zivilgesellschaft in die Konferenz einzubeziehen und auf Frieden und demokratische Wahlen hinzuarbeiten.
Das Mandat der AU-Friedensmission AMISOM wird um weitere sechs Monate verlängert; die Mitglieder der AU werden aufgerufen, die AMISOM zu unterstützen, um die Bedingungen für einen Rückzug aller übrigen auswärtigen Truppen (gemeint ist die kontroverse Militärpräsenz Äthiopiens) aus Somalia zu schaffen. Ferner wird das Communiqué des Friedens- und Sicherheitsrates der Afrikanischen Union vom 18. Juli 2007 zur Kenntnis genommen, in dem u. a. eine UN-Friedensmission für Somalia vorgeschlagen wird. Der Generalsekretär wird gebeten, weitere Abklärungen in dieser Hinsicht zu unternehmen. Die Resolution fordert alle Staaten, insbesondere diejenigen der Region, auf, das – in der Resolution 733 (1992) festgelegte – Waffenembargo über Somalia einzuhalten.
Die Resolution wurde vom Sicherheitsrat der Vereinten Nationen an dessen 5732. Sitzung verabschiedet.